# Steinbach am Attersee
Steinbach am Attersee är en ort och kommun i Österrike. Den ligger i distriktet Vöcklabruck i förbundslandet Oberösterreich, 210 kilometer väster om huvudstaden Wien. 
Kommunen består av 17 orter (Ortschaften) (inom parentes invånarantal 1 januari 2024):

- Berg (17)
- Blümigen (35)
- Dorf (55)
- Feld (23)
- Forstamt (16)
- Gmauret (6)
- Haslach (18)
- Hochlecken (1)
- Kaisigen (161)
- Kienklause (5)
- Kiental (11)
- Oberfeichten (32)
- Seefeld (92)
- Steinbach am Attersee (168)
- Unterfeichten (96)
- Unterroith (64)
- Weißenbach am Attersee (98)